# Carl Philipp Heinrich Pistor

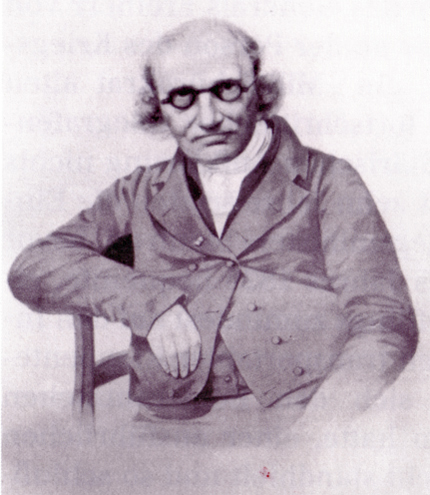
Carl Philipp Heinrich Pistor

Carl Philipp Heinrich Pistor (* 3. Januar 1778 in Berlin; † 2. April 1847 ebenda) war ein deutscher Beamter, Techniker und Unternehmer. Er ist als Erfinder und Pionier der optischen Telegrafie bekannt geworden.

## Leben und Wirken

### Beamter im preußischen Postdienst
Pistor trat nach dem Abschluss seiner Schulausbildung 1793 in den preußischen Postdienst ein. Bis zu seinem Ausscheiden im Jahre 1813 nutzte er die im Laufe seiner Tätigkeit erworbenen mathematischen und astronomischen Kenntnisse dazu, eine genaue geografische Bestimmung aller Orte der ihm unterstehenden Postkurse durchzuführen. Im Zuge seiner Karriere erreichte er schließlich das Amt eines Geheimen Postrates.

### Techniker und Unternehmer
Pistor durchlief eine für damalige Zeiten nicht ungewöhnliche Wandlung vom Amateur zum Profi; er entwickelte sich vom Liebhaber wissenschaftlicher Instrumente bis zu deren Hersteller.
Pistor arbeitete jahrelang mit dem Feinmechaniker Karl Theodor Nathan Mendelssohn (1782–1852) zusammen, dessen zwei ältere Brüder später das bekannte Berliner Bankhaus Mendelssohn gründeten. Mendelssohn betrieb eine der ersten Werkstätten für wissenschaftliche Instrumente in Berlin. Er fertigte in seiner mechanischen Werkstatt von 1808 bis 1813 Sextanten, Waagen, Kreisteilmaschinen und viele andere Instrumente.
Nach Gründung seiner eigenen Werkstatt, in der Mauerstraße 34 in Berlin, produzierte Pistor mathematische, optische und physikalische Instrumente.
Hier wurden u. a. hervorragende Experten wie z. B. der spätere Telegrafentechniker Johann Georg Halske (1814–1890) herangebildet.
Pistor selbst nutzte jede Gelegenheit, um seine Kenntnisse zu erweitern. Im Sommer 1798 nahm er auf Einladung Franz Xaver von Zachs am ersten europäischen Astronomenkongress an der Seeberg-Sternwarte in Gotha teil. Er reiste z. B. im Jahre 1814 nach England, um bei den bekannten Optikern und Instrumentenbauern Tulley und Hunt seine Methoden bei der Linsenherstellung zu verbessern.
Nach dem Ausscheiden aus dem Staatsdienst gründete Pistor noch im Jahre 1813 in Berlin eine feinmechanische Werkstatt, die vor allem durch ihre astronomischen Instrumente bei den europäischen Sternwarten berühmt wurde.
1816 entstand in seiner Werkstatt, in Zusammenarbeit mit Georg Christian Freund (1793–1819), die erste in Berlin gebaute funktionstüchtige Dampfmaschine (bis 1902 in Betrieb, heute Deutsches Museum, München).
Im Jahr 1824 nahm Pistor Friedrich Wilhelm Schiek als Werkstattleiter und Teilhaber in den Betrieb auf, nachdem Schiek vermutlich einige Jahre lang als Zulieferer für Pistor fungiert hatte. Das älteste bekannte Stück mit der Signatur „Pistor & Schiek“ ist der Preußische Ur-Maßstab von 1816.
Zunächst wurden neben einer Vielzahl verschiedener Instrumente auch 4 Mikroskoptypen angeboten.
Die Zusammenarbeit des mechanischen Künstlers Schiek mit dem kreativen Theoretiker Pistor brachte der Werkstatt etliche Erfolge ein. Man spricht in der zeitgenössischen Literatur lobend von den „Schiek'schen Mikroskopen“, was vermuten lässt, dass Schiek sich federführend für das „Design“ in der Mikroskopherstellung bei Pistor & Schiek zeigt. Im Jahre 1836 trennten sich Pistor und Schieck schließlich.
Pistor tat sich anschließend zunächst mit Wilhelm Hirschmann Senior (1777–1847) und später mit seinem Schwiegersohn Carl Martins (1816–1871) zusammen. Die Firma Pistor & Martins produzierte auch nach dem Tod von Pistor. Noch bis zum Tode Martins im Jahr 1871 blieb die Firma recht bedeutend, ging jedoch 1873 in Konkurs.

### Erzeugnisse
In einem Preisverzeichnis Pistors von 1814 finden sich neben astronomischen und geodätischen Instrumenten 3 Mikroskoptypen im Angebot: eine Ausführung eines Mikroskops nach Jones, ein einfaches Mikroskop nach Ellis und ein Solar-Mikroskop.
Der Anatom Jakob Henle (1809–1885) konnte 1840 als neuer Ordinarius in Zürich wegen der dürftigen Ausstattung mit Mikroskopen nur auf drei in Privathänden befindliche Mikroskope von Amici, Pistor und Schieck zurückgreifen. Er schrieb in einem Bericht, dass die Mikroskope von Pistor gut, handlich und erschwinglich seien.
Zu den weiteren berühmtesten Arbeiten Pistors gehören Meridiankreise. Sie waren die u. a. wichtigsten Instrumenten einer Sternwarte im 19. Jahrhundert, jedoch nur wenige Firmen auf der Welt waren in der Lage, diese empfindlichen Instrumente zu bauen. Pistor konstruierte den 1838 fertiggestellten, ersten Berliner Meridiankreis für die Berliner Sternwarte. Er lieferte in den folgenden Jahrzehnten noch zahlreiche weitere Meridiankreise für europäische und amerikanische Sternwarten.

### Optische Telegrafie

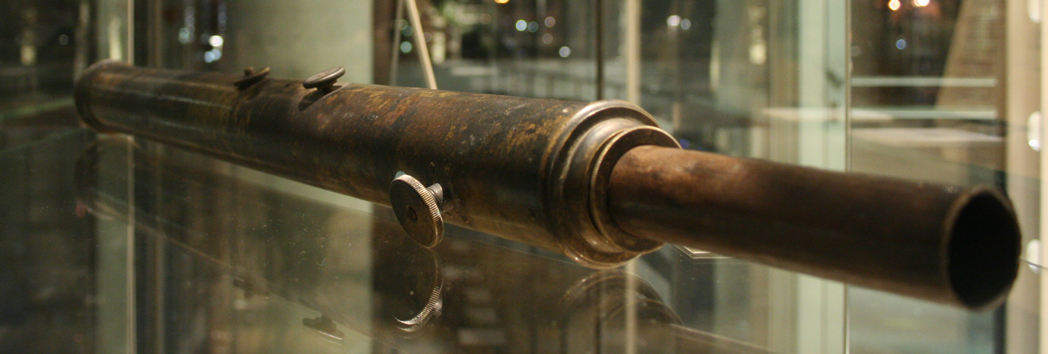
Das letzte erhaltene Pistor'sche Teleskop des preußischen optischen Telegrafen

Im Dezember 1830 legte Pistor einer Kommission des preußischen Generalstabes eine Denkschrift über den Entwurf zur Errichtung einer Telegraphenlinie in den Königlich Preußischen Staaten vor. Nachdem mit Geheimer Kabinettsorder vom 21. Juli 1832 König Friedrich Wilhelm III. die Genehmigung zum Bau einer optischen Telegrafenlinie von Berlin bis Koblenz erteilt hatte und die Bauleitung dem Major im Generalstab, Franz August O’Etzel (1783–1850), übertragen worden war, wählte man Pistors Berliner Werkstätte als Lieferanten der Stationsausrüstungen mit Signalgebern und Fernrohren.

### Familie und gesellschaftlicher Status
Carl Pistor war in Berlin ein aktives Mitglied des politischen und gesellschaftlichen Lebens. Dies hing nicht zuletzt mit seiner Mitgliedschaft in verschiedenen Berliner Tischgesellschaften zusammen, wie etwa der Christlich-deutschen Tischgesellschaft und der Gesetzlosen Gesellschaft zu Berlin.
Zum Freundeskreis von Pistor zählten neben vielen politisch freiheitlich eingestellten Bürgern u. a. Ludwig Achim von Arnim, Clemens Brentano, Heinrich von Kleist, Daniel Friedrich Schleiermacher und Karl Friedrich Schinkel.
Seit 10. Juli 1803 war Pistor verheiratet mit Elisabeth Charlotte Pistor, geb. Hensler (* um 1777; † 3. Juli 1858), einer Tochter aus der ersten Ehe von Johanna Dorothea Wilhelmina Alberti (die als Witwe den Kapellmeister Johann Friedrich Reichardt heiratete) mit dem Schriftsteller und Juristen Peter Wilhelm Hensler.
Das Ehepaar hatte mehrere Kinder. Pistor konnte einige Töchter an angesehene Mitglieder der Gesellschaft verheiraten. Friederike Dorothea Elisabeth (1808–1887) ging die Verbindung mit Adolf August Friedrich Rudorff ein, aus der als Sohn der spätere Kunstpädagoge und Begründer des Naturschutzes Ernst Rudorff hervorging. Die Tochter Cäcilie ehelichte den Königsberger Historiker und Philosophen Wilhelm Bechius. Die jüngste Tochter, Wilhelmine Catharine (* 1817), heiratete Pistors Teilhaber Carl Martins.

## Sonstiges
Pistor war überdies ein namhafter Musikliebhaber, der eine Sammlung von Originalmanuskripten bekannter Komponisten pflegte. Hierdurch war er auch mit dem damals noch jungen Felix Mendelssohn Bartholdy bekannt, den er engagierte, damit dieser die Sammlung ordnete.